# 亨利·南菲
亨利·南菲（法語：Henri Namphy，法語發音：[ɑ̃ʁi nɑ̃fi]；1932年11月2日—2018年6月26日），海地将军和政治人物。 
1984年升为中将，同年3月担任陆军参谋长。1986年让-克洛德·杜瓦利埃独裁政府垮台后，他任全国执政委员会主席至1988年2月7日。1988年6月他再次任军人执政委员会主席。他的政權被稱為"沒有杜瓦利埃的杜瓦利埃主義"。
1988年1月，萊斯利·馬尼加贏得總統選舉。6月20日，馬尼加被南菲推翻，南菲一直掌權，直到1988年9月17日，他被另一軍官普羅斯珀·奧里勒發動的又一次政變推翻，逃亡多明尼加。
他於2018年6月26日死於鄰國多明尼加共和國，死因是肺癌。
南菲會說四種語言（他會說海地克里奧爾語、法語、西班牙文和英語）。他結過兩次婚，有兩個女兒，一個生活在法屬馬丁尼克島(另一個生活在多明尼加)。